# Isma'il Pasha
Isma'il Pasha (31 tháng 12 năm 1830 – 2 tháng 3 năm 1895) là wāli rồi sau đó là khedive (quốc vương) của Ai Cập và Sudan từ năm 1863 cho đến khi bị người Anh truất phế năm 1879. Khi tại vị ông có công mở cuộc canh tân xứ Ai Cập và Sudan nhưng cũng vì đó mà đất nước phải gánh một khoản nợ quá lớn. Ông được đặt ngoại hiệu là Isma'il the Magnificent - tạm dịch là Isma'il Huy hoàng.

## Thân thế
Isma'il là người gốc Albania, sinh ra ở Điện Al Musafir Khana với tư cách là người con thứ của Ibrahim Pasha và là cháu nội của Muhammad Ali. Mẹ ông là Hoshiar (Khushiyar), vợ thứ của Ibrahim Pasha. Bà này được tin là chị/em gái của Thái hậu Pertevniyal nhà Ottoman (1812 - 1883). Pertevniyal là vợ của hoàng đế Mahmud II nhà Ottoman, và là mẹ của hoàng đế Abdul Aziz.

## Thiếu thời

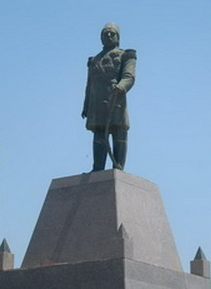
Isma'il Pasha tại Alexandria, Ai Cập

Isma'il đã được du học tại Paris, tại đây ông học môn École d'état-major. Sau khi hoàn tất việc học, ông trở về quê nhà. Sau khi anh trai Isma'il qua đời, ông được chú là Sa'id Pasha chọn làm người thừa kế.

## Nghiệp chúa
Ngày 19 tháng 1 năm 1863, sau khi Sa'id qua đời, Isma'il trở thành wāli. Giống như những người tiền nhiệm kể từ Muhammad Ali, ông tiếm xưng chức khedive (không được đế quốc Ottoman công nhận).
Năm 1866, ông được sultan Abdul Aziz của đế quốc Ottoman chấp nhận thay đổi quy chế nối nghiệp. Trước đó, theo luật Thổ, người nối nghiệp là người cao tuổi nhất trong hoàng tộc. Đổi lấy số tiền cống nạp tăn lên gần gấp đôi, sultan Abdul Aziz ban thánh chỉ rằng từ giờ trở đi, ở Ai Cập, quyền nối nghiệp thuộc về con trưởng của tổng trấn.
Năm 1867, triều đình nhà Ottoman ban thánh chỉ chính thức công nhận Isma'il và những người kế thừa là khedive của Ai Cập và Sudan.
Năm 1873 lại có thánh chỉ của triều đình Ottoman công nhận thêm nhiều đặc quyền của khedive Ai Cập.